# Madone des Guidi de Faenza
La Vierge et l'Enfant, dite Madone des Guidi de Faenza est un tableau du peintre Sandro Botticelli, réalisé vers 1465-1470, qui est une représentation du thème de la Vierge à l'Enfant.
L'œuvre est léguée en 1914 par le baron Basile de Schlichting au musée du Louvre, et fait partie des collections du département des peintures, sous le numéro d'inventaire RF 2099.

## Historique
La Madone des Guidi de Faenza est un tableau haut de 73 centimètres et large de 49 centimètres du peintre Sandro Botticelli, réalisé vers 1465-1470, qui est une représentation du thème de la Vierge à l'Enfant, et une œuvre de jeunesse. Le peintre d'est inspiré de la Vierge à l'Enfant de son maître Fra Filippo Lippi, conservée à l'Alte Pinakothek.
L'œuvre fait partie du legs du baron Basile de Schlichting au musée du Louvre, en 1914. Elle fait partie des collections du département des peintures, et porte le numéro d'inventaire RF 2099,,,.

## Expositions
La Madone des Guidi de Faenza est exposée en 2013 et en 2014 dans La Galerie du temps, une des expositions du Louvre-Lens,,,.